# NGC 7273
NGC 7273 é uma galáxia lenticular (S0) localizada na direcção da constelação de Lacerta. Possui uma declinação de +36° 12' 01" e uma ascensão recta de 22 horas, 24 minutos e 09,1 segundos.
A galáxia NGC 7273 foi descoberta em 20 de Setembro de 1876 por Édouard Jean-Marie Stephan.